# Magia (singolo Álvaro Soler)
Magia è un singolo del cantautore spagnolo Álvaro Soler, pubblicato il 5 marzo 2021 come primo estratto dal terzo album in studio omonimo.

## Video musicale
Il video è stato pubblicato il 5 marzo 2021 sul canale YouTube del cantante, in contemporanea all'uscita del brano.

## Tracce
1. Magia – 3:12

## Classifiche

### Classifiche settimanali
| Classifica (2021) | Posizione massima |
| ----------------- | ----------------- |
| Austria           | 21                |
| Belgio (Fiandre)  | 18                |
| Belgio (Vallonia) | 12                |
| Croazia           | 60                |
| Germania          | 28                |
| Italia            | 57                |
| Polonia           | 13                |
| Slovenia          | 19                |
| Spagna            | 100               |
| Svizzera          | 29                |

### Classifiche di fine anno
| Classifica (2021) | Posizione |
| ----------------- | --------- |
| Belgio (Fiandre)  | 79        |
| Belgio (Vallonia) | 93        |
| Germania          | 76        |
| Polonia           | 76        |